# Gregorio Álvarez Armelino
Gregorio Conrado Álvarez Armelino (26. listopadu 1925 – 28. prosince 2016) byl uruguayský prezident a diktátor a generálporučík uruguayské armády.
Jeho otec byl generál Gregorio Álvarez Lezama. Jeden z bratrů generála Alvareze byl zabit levicovou gerilou Tupamaros v roce 1972.
V roce 1940 nastoupil na Národní vojenskou akademii. A v letech 1946-1959 působil jako důstojník jezdeckého pluku. Když se stal v roce 1978 velitelem armády, vojáci pod jeho vedením vedli brutální boj proti levicové gerile Tupamaros. V roce 1984 po sérii demonstrací souhlasil s předáním moci po volbách, které se uskutečnily v roce 1985.
V roce 2009 byl odsouzen na 25 let vězení za jeho roli v úmrtí nebo zmizení 37 občanů Uruguaye během jeho vlády. V polovině roku 2015 utrpěl mrtvici a v prosinci 2016 infarkt myokardu, kvůli němuž byl přijat do nemocnice Ústředních ozbrojených sil Montevidea, kde zemřel.

## Vyznamenání
- velkokříž s řetězem Řádu Isabely Katolické – Španělsko, 1983